# Le Sourire de Marko
Le Sourire de Marko est une nouvelle du recueil Nouvelles orientales de Marguerite Yourcenar, paru en 1938. 
Elle s'inspire de la vie du prince serbe médiéval Marko Mrnjavčević et des légendes populaires construites autour.

## Résumé
Un paquebot vogue à l'intérieur d'un fjord, au large du Monténégro. À son bord, un archéologue grec, un pacha égyptien et un ingénieur français discutent d'un personnage plutôt étonnant : Marko Kraliévitch. En effet, celui-ci, de haute stature, nouait des relations secrètes avec des pays infidèles. Bon nageur, il rejoignait les terres étrangères à la nage. Après avoir décrit le personnage, l'ingénieur se met à raconter une histoire surprenante. D'après lui, Marko avait une maîtresse chez qui il se rendait souvent, quand il allait chez les Turcs : la veuve du Pacha de Scutari. Un jour où cette dernière rate la cuisson du repas, Marko, qui avait bu, perd patience et insulte la jeune femme.
Le lendemain, les Turcs, prévenus par la veuve, le surprennent dans la maison de sa maîtresse. Marko, pour leur échapper, saute par la fenêtre et atterrit dans la mer. Luttant contre les flots, il est repêché par les Turcs. Se faisant passer pour mort, il subit toutes sortes de tortures, mais ne réagit point, parvenant à contenir sa douleur. Le dernier essai pour vérifier sa mort est de faire danser des jeunes filles autour de lui. Ne parvenant pas à résister, il sourit, mais grâce à l'intervention de l'une des danseuses, Marko réussit à échapper aux Turcs pendant la prière et tue la veuve.